# احمد عربانی

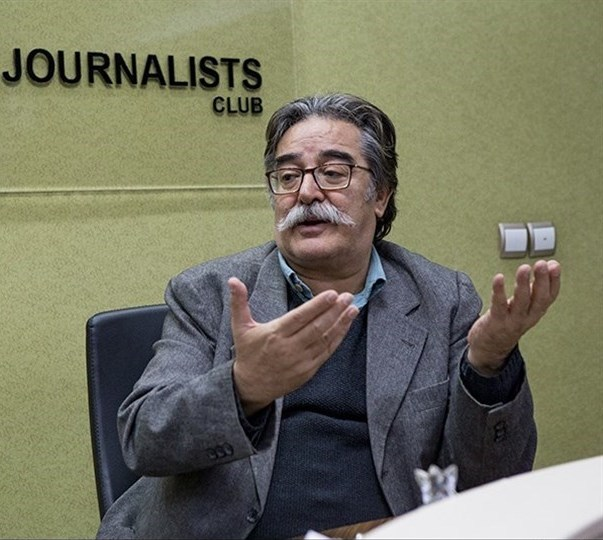

احمد عربانی متولد ۱۳۲۶ تهران، کاریکاتوریست، پویانما، نویسنده و کارگردان اهل ایران است.

## همکاری با مجله توفیق
عربانی در سال ۱۳۴۷ به مجله توفیق دعوت شده و پس از طی یک دوره آموزشی دو ماهه در آن نشریه شروع به کار می‌نماید. همکاری وی با این نشریه تا زمان توقیف آن یعنی تا سال ۱۳۵۱ ادامه داشته‌است.

## همکاری با مجله کاریکاتور
عربانی پس از توقیف «توفیق»، به دعوت کامبیز درم‌بخش به مجله کاریکاتور می‌رود و تا سال ۱۳۵۵ در آنجا حضور داشته و حین همکاری وی با مجله کاریکاتور آثار وی در بیشتر نشریات آن زمان چاپ می‌شد.

## فیلم سازی
عربانی در سال ۱۳۵۲ با ورود به کانون پرورش فکری کودکان و نوجوانان و در واحد سینمایی آن سازمان به فراگیری و کار در فیلم‌های انیمیشن مشغول می‌شود و در ساخت چندین فیلم انیمیشن همکاری می‌کند. وی پس از انقلاب ۱۳۵۷ ایران بیشتر به انیمیشن می‌پردازد و در سال ۱۳۵۹ اولین انیمیشن مستقل وی بنام تبر ساخته می‌شود.
عربانی تاکنون چهار فیلم به نام‌های تبر ۱۳۵۹، گنج۱۳۶۷، نقلی و گل‌های آفتابگردان ۱۳۷۲ و طرح‌های کوتاه ۱۳۷۴ را برای کانون پرورش فکری کودکان و نوجوانان ساخته است.

## همکاری با مجله فکاهیون
وی از سالهای ۱۳۶۳ تا ۱۳۶۹ با مجله فکاهیون همکاری داشته‌است.
وی در بین این سال‌ها با همکاری حسین دستوم کتابی بنام طوطی کچل را نیز به رشته تحریر در آورد

## در مجله گل آقا
عربانی از سال ۱۳۶۹ و ابتدای تأسیس گل‌آقا در این نشریه فعالیت داشته‌است. یکی از سوژه‌های مهم وی در این مجله حسن حبیبی بوده‌است و بخاطر کاریکاتورهایی که از وی طراحی کرده و بخاطر آن از طرف حسن حبیبی مورد تقدیر قرار گرفته‌است.

## افتخارات
عربانی در سال ۱۳۸۹ کارگردانی و پویانمایی فیلم کدو قلقله‌زن را بر عهده داشت که در هفتمین جشنواره بین‌المللی پویانمایی تهران جایزه بهترین فیلم‌نامه را از آن خود کرد.
عربانی در سال ۱۹۷۱ از نمایشگاه کاریکاتور اسکوپیه مدال طلا و دیپلم افتخار گرفته‌است.
وی یکی از اعضای هیئت مدیره انجمن آسیفا می‌باشد و کاریکاتورهایش در روزنامه‌هایی مانند روزنامه شرق چاپ می‌شود.